# Yafaa
Yafaa (arabisch يفاع, DMG Yafāʿ) ist ein Dorf in der Republik Jemen, das zum Gouvernement Dhamār gehört. Es liegt ungefähr 5 Kilometer westlich der Stadt Dhamār bei rund 2600 m. Laut der Volkszählung im Jahre 2004 wohnten im Dorf etwa 3328 Einwohner, laut Hochrechnung sollen es 2013 4190 Einwohner sein.

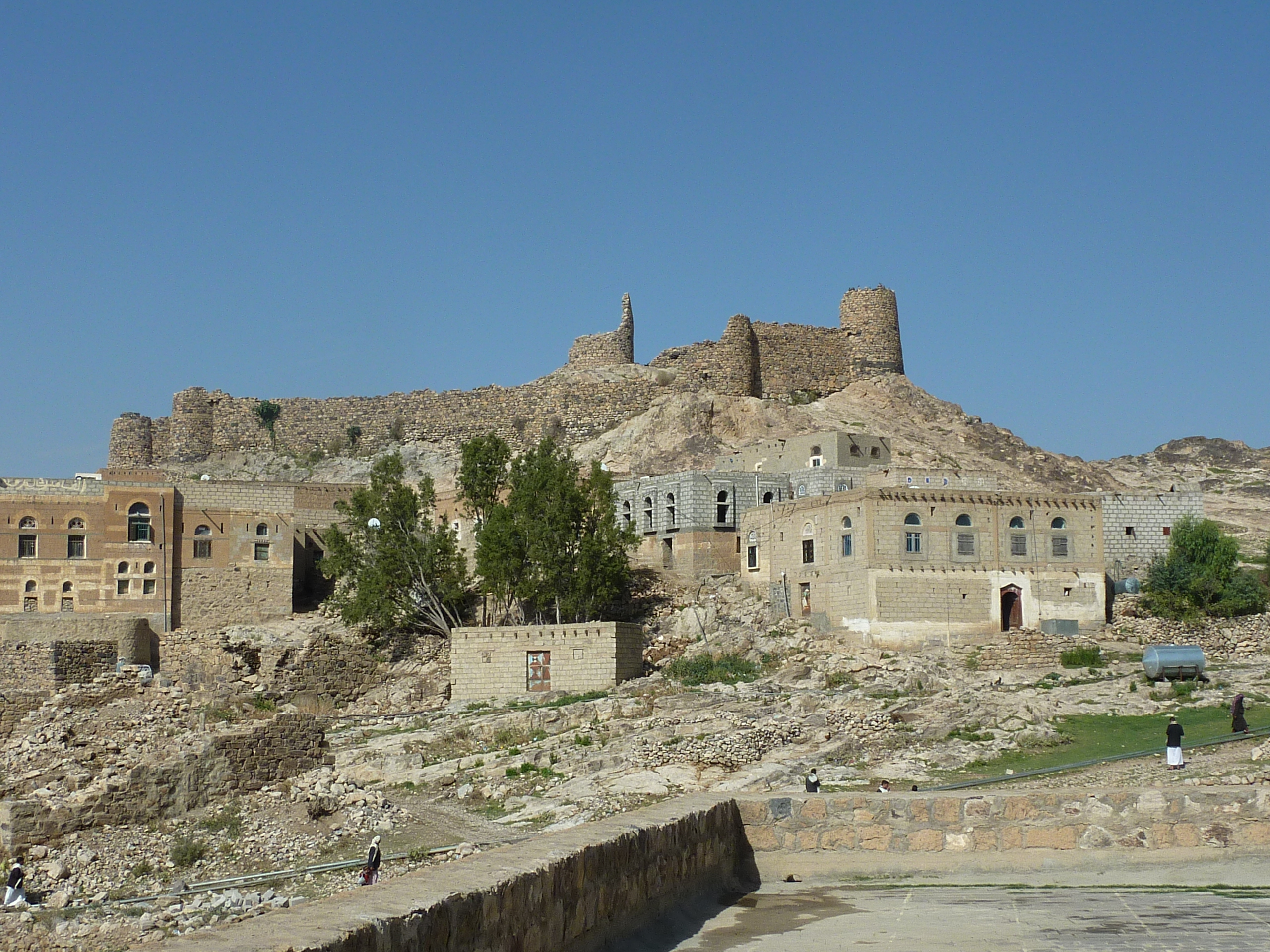
Ein Palast in Yafaa aus Zeiten des Osmanischen Reichs